# Carnoët
Carnoët település Franciaországban, Côtes-d’Armor megyében. Lakosainak száma 667 fő (2022. január 1.). Carnoët Duault, Locarn, Plourac’h, Plusquellec, Trébrivan, Treffrin, Bolazec, Plounévézel, Poullaouen és Scrignac községekkel határos.

## Népesség
A település népességének változása:
| Lakosok száma | 1350 | 840  | 727  | 751  | 701  | 683  | 661  | 653  | 653  | 667  |
|               | 1968 | 1982 | 1990 | 2006 | 2013 | 2015 | 2017 | 2019 | 2020 | 2022 |